# Helluomorphoides squiresi
Helluomorphoides squiresi es una especie de escarabajo del género Helluomorphoides, tribu Helluonini, familia Carabidae. Fue descrita científicamente por Chaudoir en 1872.
Habita en ecosistemas terrestres y se distribuye por América del Sur, en Bolivia y Brasil.